# Pteraster tesselatus
Pteraster tesselatus is een zeester uit de familie Pterasteridae. Aan de onderkant van het lichaam bevindt zich een mondopening. De romp bestaat uit een schijf met armen. De ster kan verloren of beschadigde delen van zijn lichaam regenereren.
De wetenschappelijke naam van de soort werd in 1888 gepubliceerd door James Edmund Ives.